# Oerdblinkert
Oerdblinkert is een duin aan de oostzijde van Ameland in het natuurgebied Het Oerd dat in beheer is bij It Fryske Gea en behoort tot het Natura 2000-gebied Duinen Ameland.
De Oerdblinkert is met als hoogste punt 24 meter het hoogste duin van het eiland. Bij het duin staat een schuilhut.

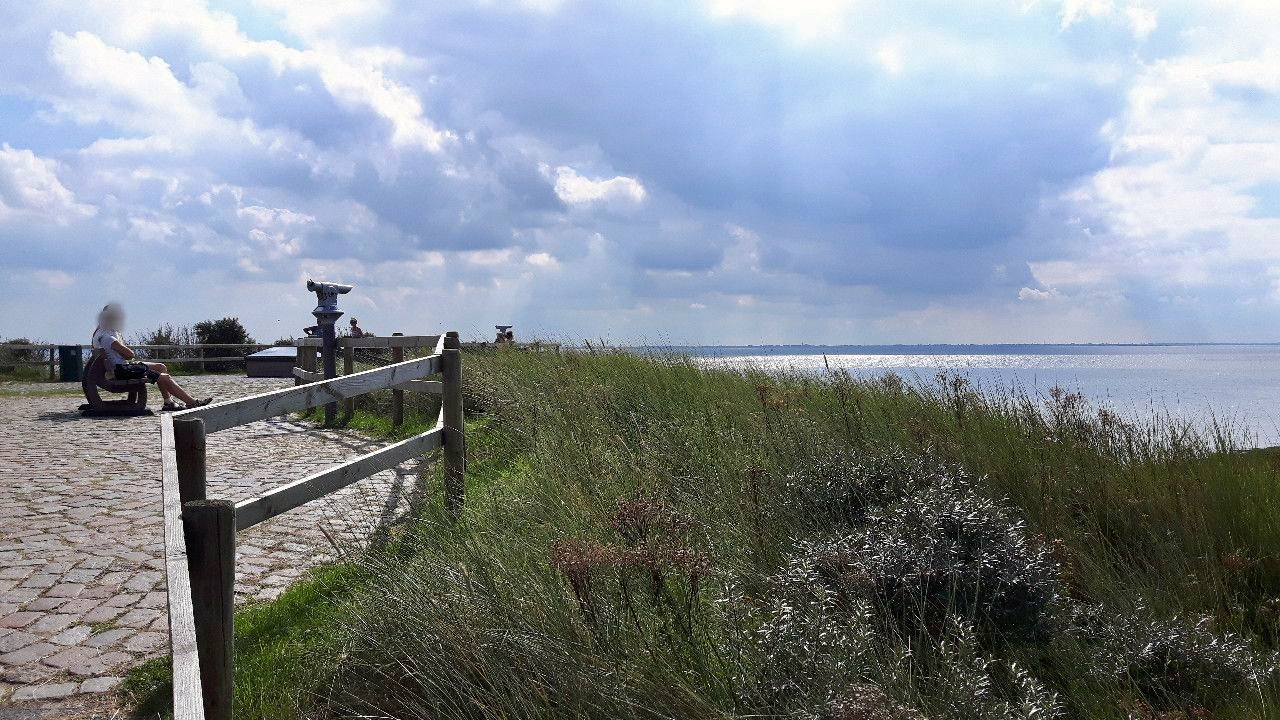
Uitzichtpunt
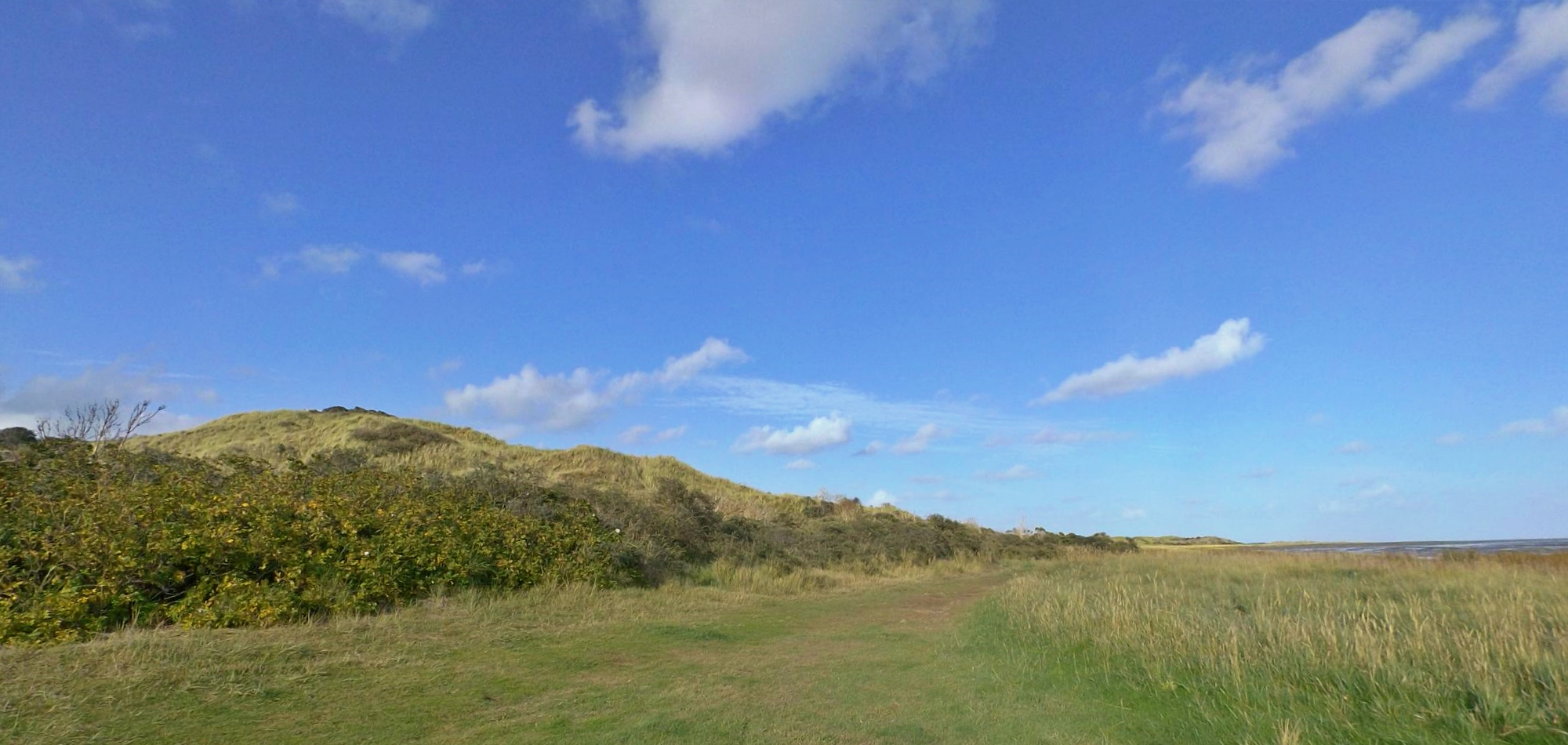
Zuidzijde van Oerdblinkert